# Nádia Mikhailovna de Torby
Nádia Mikhailovna Mountbatten, Marquesa de Milford Haven (28 de março de 1896 - 22 de janeiro de 1963) foi a segunda filha do grão-duque Miguel Mikhailovich da Rússia e da sua esposa, a condessa Sofia de Merenberg. Era a irmã mais nova de Anastásia Mikhailovna de Torby.

## Família
Os seus avós paternos eram o grão-duque Miguel Nikolaevich da Rússia e a princesa Cecília de Baden. Miguel era o filho mais novo do czar Nicolau I da Rússia e da princesa Carlota da Prússia. A sua mãe era neta de Alexandre Pushkin, que, por sua vez, era bisneto de Abram Petrovich Gannibal, o protegido africano do czar Pedro I da Rússia.

## Biografia
Com a alcunha de "Nada", casou-se com o príncipe Jorge de Battenberg, mais tarde 2º Marquês de Milford Haven, em Londres, no dia 15 de novembro de 1916. Juntos tiveram dois filhos:
1. Tatiana Elizabeth Mountbatten (16 de dezembro de 1917 – 15 de maio de 1988), que morreu sem se casar.
2. David Mountbatten, 3.º Marquês de Milford Haven (12 de 1919 – 14 de abril de 1970) que era o pai do actual Marquês.

Durante o julgamento de custódia de Gloria Vanderbilt, uma antiga criada dela sugeriu uma possível relação homossexual entre Nádia e Glória. Nádia foi uma das testemunhas do julgamento. Antes de viajar para os Estados Unidos para testemunhar, Nádia negou publicamente o depoimento da criada, dizendo ser "um conjunto de mentiras maliciosas e terríveis".
Nádia morreu em Cannes, França, em 1963.

## Títulos e estilos
- 28 de março de 1896 - 15 de novembro de 1916: Condessa Nádia Mikhailovna de Torby
- 15 de novembro de 1916 - 14 de julho 1917: Sua Alteza Sereníssima a Princesa George de Battenberg
- 14 de julho de 1917 - 7 de novembro 1917: Senhora George Mountbatten
- 7 de novembro de 1917 - 11 de setembro de 1921: Condessa de Medina
- 11 de setembro de 1921 - 24 de setembro de 1950: A Mais honorável a Marquesa de Milford Haven
- 24 de setembro de 1950 - 22 de janeiro, 1963: A Mais honorável a Marquesa Viúva de Milford Haven